# The River (album de Bruce Springsteen)
Pour les articles homonymes, voir The River.
Albums de Bruce Springsteen
Darkness on the Edge of Town
(1978) Nebraska
(1982)
The River est un double-album de Bruce Springsteen, sorti le 17 octobre 1980 et produit par Jon Landau, Bruce Springsteen et Steven Van Zandt.
Il contient l'un des premiers succès de Springsteen aux États-Unis, Hungry Heart.

## Liste des pistes
Tous les titres sont écrits et composés par Bruce Springsteen.

### Disque 1
| 1. | The Ties That Bind | 3:34 |
| 2. | Sherry Darling     | 4:03 |
| 3. | Jackson Cage       | 3:04 |
| 4. | Two Hearts         | 2:45 |
| 5. | Independence Day   | 4:50 |

| 1. | Hungry Heart                            | 3:19 |
| 2. | Out in the Street                       | 4:17 |
| 3. | Crush on You                            | 3:10 |
| 4. | You Can Look (But You Better Not Touch) | 2:37 |
| 5. | I Wanna Marry You                       | 3:30 |
| 6. | The River                               | 5:01 |

### Disque 2
| 1. | Point Blank         | 6:06 |
| 2. | Cadillac Ranch (en) | 3:03 |
| 3. | I'm a Rocker        | 3:36 |
| 4. | Fade Away           | 4:46 |
| 5. | Stolen Car          | 3:54 |

| 1. | Ramrod               | 4:05 |
| 2. | The Price You Pay    | 5:29 |
| 3. | Drive All Night      | 8:33 |
| 4. | Wreck on the Highway | 3:54 |

## Musiciens

### The E-Street Band
- Bruce Springsteen (Chant, Guitare)
- Steve Van Zandt (Guitare)
- Garry Tallent (Basse)
- Danny Federici (Claviers)
- Roy Bittan (Piano)
- Clarence Clemons (Saxophone)
- Max Weinberg (Batterie)